# یواس‌اس کیتی هاک (سی‌وی-۶۳)
یواس‌اس کیتی هاک (سی‌وی-۶۳) (به انگلیسی: USS Kitty Hawk (CV-63)) یک کشتی است که طول آن  می‌باشد. این کشتی در سال ۱۹۶۰ ساخته شد.